# Gnamptogenys bispinosa
Gnamptogenys bispinosa är en myrart som först beskrevs av Carlo Emery 1890.  Gnamptogenys bispinosa ingår i släktet Gnamptogenys och familjen myror. Inga underarter finns listade i Catalogue of Life.